# Persone di nome Stefania
| Questa pagina contiene informazioni ricavate automaticamente dalle voci biografiche con l'ausilio del template Bio e di un bot. L'aggiornamento è periodico e automatico e ricostruisce completamente la pagina. Se manca una persona in questa lista, sei pregato di non aggiungerla, ma accertati piuttosto che la sua voce biografica contenga il template Bio e che i dati anagrafici siano correttamente compilati. Se il template Bio manca, inseriscilo tu stesso o, in alternativa, metti l'avviso {{tmp\|Bio}} che ne segnala la mancanza. Se i dati riportati sono sbagliati, correggi direttamente la voce biografica; le modifiche saranno visibili in questa lista entro pochi giorni. Per chiarimenti vedi il progetto antroponimi. La lista contiene solo le 120 persone che sono citate nell'enciclopedia e per le quali è stato implementato correttamente il template Bio. Pagina aggiornata al 6 ago 2025. |

Questa è una lista di persone presenti nell'enciclopedia che hanno il nome Stefania, suddivise per attività principale.

## Attrici(16)
- Stefania Barca, attrice italiana (Roma, n. 1965)
- Stefania Careddu, attrice italiana (Bergamo, n. 1945)
- Stefania Casini, attrice, giornalista e regista italiana (Villa di Chiavenna, n. 1948)
- Stefania D'Amario, attrice italiana
- Stefania Dadda, attrice e regista italiana (Brescia, n. 1964)
- Stefania De Francesco, attrice italiana (Torre del Greco, n. 1973)
- Stefania Orsola Garello, attrice e regista italiana (Arcisate, n. 1963)
- Stefania Masala, attrice e musicista italiana (Sassari, n. 1979)
- Stefania Montorsi, attrice e sceneggiatrice italiana (Bari, n. 1968)
- Stefania LaVie Owen, attrice statunitense (Miami, n. 1997)
- Stefania Rivi, attrice italiana (Reggio nell'Emilia, n. 1978)
- Stefania Rocca, attrice italiana (Torino, n. 1971)
- Stefania Sandrelli, attrice italiana (Viareggio, n. 1946)
- Stefania Spampinato, attrice italiana (Catania, n. 1982)
- Stefania Spugnini, attrice italiana (Roma, n. 1956)
- Stefania Stella, attrice e cantante italiana

## Attrici teatrali(1)
- Stefania Felicioli, attrice teatrale e regista teatrale italiana (Venezia, n. 1962)

## Calciatrici(8)
- Stefania Antonini, ex calciatrice italiana (Bellinzona, n. 1970)
- Stefania Blancuzzi, ex calciatrice italiana (n. 1981)
- Stefania Dallagiacoma, calciatrice italiana (Trento, n. 1993)
- Stefania Donà, ex calciatrice e fisioterapista italiana (Udine, n. 1979)
- Stefania Favole, calciatrice italiana (Pinerolo, n. 1994)
- Stefania Guglielmino, ex calciatrice italiana (Napoli, n. 1972)
- Stefania Tarenzi, calciatrice italiana (Lodi, n. 1988)
- Stefania Zanoletti, calciatrice italiana (Desenzano del Garda, n. 1990)

## Canoiste(1)
- Stefania Cicali, canoista italiana (Firenze, n. 1987)

## Cantanti(4)
- Stefania Cento, cantante italiana (Cento, n. 1964)
- Stefania La Fauci, cantante e conduttrice televisiva italiana (Roma, n. 1963)
- Stefania Liberakakis, cantante e attrice olandese (Utrecht, n. 2002)
- Stefania Tozzi, cantante italiana (Matelica, n. 1949)

## Cestiste(11)
- Stefania De Michele, ex cestista, giornalista e conduttrice televisiva italiana (Cagliari, n. 1971)
- Stefania Filograsso, ex cestista italiana (Bari, n. 1984)
- Stefania Gaspardo, ex cestista italiana (Pordenone, n. 1967)
- Stefania Maimone, ex cestista italiana (Messina, n. 1979)
- Stefania Passaro, ex cestista italiana (Rapallo, n. 1963)
- Stefania Paterna, ex cestista italiana (Palermo, n. 1980)
- Stefania Rogowska, cestista e pallavolista polacca (n. 1930 - † 2017)
- Stefania Salvemini, ex cestista italiana (San Giovanni Rotondo, n. 1966)
- Stefania Stanzani, ex cestista italiana (Roma, n. 1968)
- Stefania Trimboli, cestista italiana (Trieste, n. 1996)
- Stefania Zanussi, ex cestista e dirigente sportiva italiana (Codroipo, n. 1965)

## Conduttrici televisive(2)
- Stefania Mecchia, conduttrice televisiva italiana (Roma, n. 1955)
- Stefania Orlando, conduttrice televisiva, showgirl e cantante italiana (Roma, n. 1966)

## Danzatrici(2)
- Stefania Minardo, ballerina e coreografa italiana (Roma, n. 1955)
- Stefania Rotolo, ballerina, showgirl e cantante italiana (Roma, n. 1951 - Roma, † 1981)

## Danzatrici su ghiaccio(2)
- Stefania Bertelè, ex danzatrice su ghiaccio italiana (Milano, n. 1957)
- Stefania Calegari, ex danzatrice su ghiaccio italiana (Sesto San Giovanni, n. 1967)

## Discobole(2)
- Stefania Simova, ex discobola bulgara (Sofia, n. 1963)
- Stefania Strumillo, discobola e pesista italiana (Portomaggiore, n. 1989)

## Doppiatrici(3)
- Stefania De Peppe, doppiatrice italiana (Milano, n. 1975)
- Stefania Giacarelli, doppiatrice italiana (Roma, n. 1957)
- Stefania Patruno, doppiatrice e direttrice del doppiaggio italiana (Torino, n. 1963)

## Filantrope(1)
- Stefania Etzerodt Omboni, filantropa italiana (Londra, n. 1839 - Padova, † 1917)

## Fondiste(1)
- Stefania Belmondo, ex fondista italiana (Vinadio, n. 1969)

## Fotografe(1)
- Stefania Gurdowa, fotografa polacca (Bochnia, n. 1888 - Łodygowice, † 1968)

## Giocatrici di curling(2)
- Stefania Constantini, giocatrice di curling italiana (Pieve di Cadore, n. 1999)
- Stefania Menardi, giocatrice di curling italiana (n. 1992)

## Giornaliste(8)
- Stefania Aloia, giornalista italiana (Torino, n. 1967)
- Stefania Cavallaro, giornalista e conduttrice televisiva italiana (Milano, n. 1975)
- Stefania Falasca, giornalista, scrittrice e saggista italiana (Roma, n. 1963)
- Stefania Limiti, giornalista e saggista italiana (Roma, n. 1965)
- Stefania Maurizi, giornalista italiana (n. 1969)
- Stefania Piazzo, giornalista italiana (Este, n. 1964)
- Stefania Scordio, giornalista e conduttrice televisiva italiana (Palermo, n. 1986)
- Stefania Turr, giornalista e scrittrice italiana (Roma, n. 1885 - Firenze, † 1940)

## Golfiste(1)
- Stefania Croce, golfista italiana (Bergamo, n. 1970)

## Imprenditrici(1)
- Stefania Nobile, imprenditrice e personaggio televisivo italiana (Bologna, n. 1964)

## Linguiste(1)
- Stefania Giannini, linguista, glottologa e politica italiana (Lucca, n. 1960)

## Lunghiste(1)
- Stefania Lazzaroni, ex lunghista italiana (Bergamo, n. 1965)

## Maratonete(1)
- Stefania Benedetti, ex maratoneta italiana (Albino, n. 1969)

## Matematiche(1)
- Stefania Cotoneschi, matematica e insegnante italiana (Firenze, n. 1952 - Firenze, † 2015)

## Mezzofondiste(1)
- Stefania Savi, ex mezzofondista italiana (n. 1969)

## Mezzosoprani(1)
- Stefania Toczyska, mezzosoprano polacco (Grudziądz, n. 1943)

## Modelle(1)
- Stefania Bivone, modella italiana (Reggio Calabria, n. 1993)

## Nobildonne(1)
- Stefania de Milly, nobildonna

## Nobili(3)
- Stefania di Foix, nobile francese
- Stefania di Provenza, nobile francese
- Stefania di Barbaron, nobile armena († 1249)

## Nuotatrici(2)
- Stefania Pirozzi, nuotatrice italiana (Benevento, n. 1993)
- Stefania Tudini, nuotatrice, sincronetta e dirigente sportiva italiana (Roma, n. 1943)

## Pallavoliste(6)
- Stefania Corna, pallavolista italiana (Bergamo, n. 1990)
- Stefania Dall'Igna, pallavolista italiana (Busto Arsizio, n. 1984)
- Stefania Okaka, ex pallavolista italiana (Castiglione del Lago, n. 1989)
- Stefania Paccagnella, ex pallavolista italiana (Campo San Martino, n. 1973)
- Stefania Positello, ex pallavolista e allenatrice di pallavolo italiana (Montebelluna, n. 1984)
- Stefania Sansonna, ex pallavolista italiana (Canosa di Puglia, n. 1982)

## Pattinatrici artistiche su ghiaccio(1)
- Stefania Berton, pattinatrice artistica su ghiaccio italiana (Asiago, n. 1990)

## Pedagogiste(1)
- Stefania Wilczyńska, pedagoga e insegnante polacca (Varsavia, n. 1886 - Campo di sterminio di Treblinka, † 1942)

## Personaggi televisivi(1)
- Stefania Petyx, personaggio televisivo italiano (Palermo, n. 1969)

## Pianiste(1)
- Stefania Tallini, pianista, compositrice e arrangiatrice italiana (Catanzaro, n. 1966)

## Pittrici(2)
- Stefania Lotti, pittrice e scultrice italiana (Roma, n. 1927 - Roma, † 2008)
- Stefania Massaccesi, pittrice, scultrice e incisore italiano (Agugliano, n. 1959)

## Politiche(11)
- Stefania Ascari, politica italiana (Correggio, n. 1980)
- Stefania Covello, politica italiana (Cosenza, n. 1972)
- Stefania Craxi, politica italiana (Milano, n. 1960)
- Stefania Fuscagni, politica italiana (Vezzano sul Crostolo, n. 1944)
- Stefania Mammì, politica italiana (Milano, n. 1990)
- Stefania Pezzopane, politica italiana (L'Aquila, n. 1960)
- Stefania Prestigiacomo, politica italiana (Siracusa, n. 1966)
- Stefania Proietti, politica e funzionaria italiana (Assisi, n. 1975)
- Stefania Pucciarelli, politica italiana (Sarzana, n. 1967)
- Stefania Segnana, politica italiana (Borgo Valsugana, n. 1975)
- Stefania Zambelli, politica italiana (Salò, n. 1971)

## Principesse(1)
- Stefania del Belgio, principessa belga (Laeken, n. 1864 - Pannonhalma, † 1945)

## Produttrici cinematografiche(1)
- Stefania Capobianco, produttrice cinematografica, regista e scrittrice italiana (Gaeta, n. 1986)

## Psicoterapeute(1)
- Stefania Andreoli, psicoterapeuta e scrittrice italiana (Busto Arsizio, n. 1979)

## Pugili(1)
- Stefania Bianchini, pugile italiana (Milano, n. 1970)

## Registe(1)
- Stefania Panighini, regista italiana (Torino, n. 1981)

## Scenografe(1)
- Stefania Cella, scenografa italiana (Milano)

## Scrittrici(4)
- Stefania Auci, scrittrice italiana (Trapani, n. 1974)
- Stefania Bertola, scrittrice, traduttrice e sceneggiatrice italiana (Torino, n. 1952)
- Stefania Convalle, scrittrice e editrice italiana (Milano, n. 1962)
- Stefania Nardini, scrittrice e giornalista italiana (Roma, n. 1959)

## Scultrici(1)
- Stefania Guidi, scultrice italiana (Roma, n. 1929 - Roma, † 2024)

## Soprani(1)
- Stefania Bonfadelli, soprano italiano (Valeggio sul Mincio, n. 1967)

## Sovrane(2)
- Stefania di Beauharnais, sovrana tedesca (Versailles, n. 1789 - Nizza, † 1860)
- Stefania di Hohenzollern-Sigmaringen, regina (Krauchenwies, n. 1837 - Lisbona, † 1859)

## Tenniste(1)
- Stefania Boffa, ex tennista svizzera (Wetzikon, n. 1988)

## Senza attività specificata(2)
- Stefania Filo Speziale, architetta italiana (Napoli, n. 1905 - Napoli, † 1988)
- Stefania di Barcellona, contessa (n. 1118)